# 김진홍 (성우)
김진홍 (1984년 5월 5일 ~ )은 한국의 남자 성우이다. 2017년 대원방송 성우극회 공채 8기로 입사했다.

## 출연작

### 애니메이션
- 극장판 도라에몽: 진구의 달 탐사기 - 고더트
- 나소흑전기: 첫만남편 - 무한
- 드래곤볼 슈퍼 3기 - 로우
- 블랙클로버 - 가야야 외
- 소공녀 세라 (대원방송) - 제임스
- 원피스 (대원방송) - 샬롯 다이후쿠, 켈리 펑크, 커브, 디아만테, 올럼버스, 부에나 페스타, 미나모토
  - 원피스 스탬피드 - 페스타
- 이토 준지 컬렉션
- 용감한 토끼 당당이 - 초퍼
- 조이드 와일드 - 셜롯, 버거, 슈가
- 졸리와 포키 수상한 가족 - 말리
- 학원 베이비시터즈
- 호빵맨 (대원방송) - 해골맨 외
- go! 프린세스 프리큐어 - 셧
- 닌타마 란타로 24기 (KBS 키즈) - 하마 슈이치로

### 드라마
- 가면라이더 이그제이드
- 가면라이더 빌드 - 탁기준/가면라이더 매드 로그, 나이트 로그(12화), 김범균 외 단역
- 파워레인저 갤럭시포스 - 이카겐/징어 O, 럭키의 아버지
- 가면라이더 제로원 - 신

### 영화
- 극장판 가면라이더 이그제이드: 트루 엔딩 - 최준영 / 가면라이더 후마

### 외화
- 미즈 마블 - 캄란(리수 샤하) / 클리어리 요원(아리안 모아이드)